# Minenabwehrfahrzeug

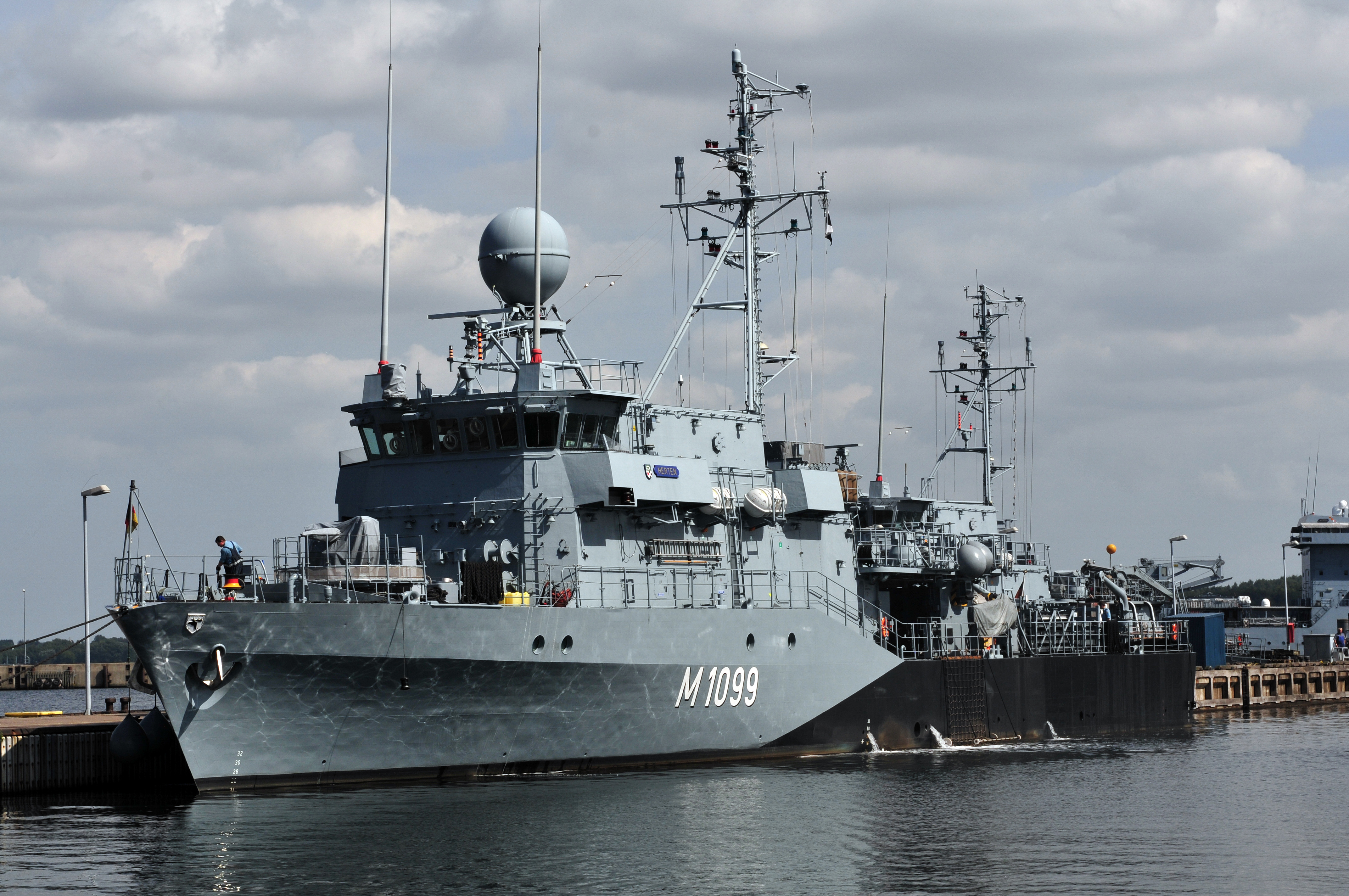
Minenjäger

Minenabwehrfahrzeuge sind Kriegsschiffe, deren Hauptaufgabe die Beseitigung von Seeminen ist.

## Geschichte

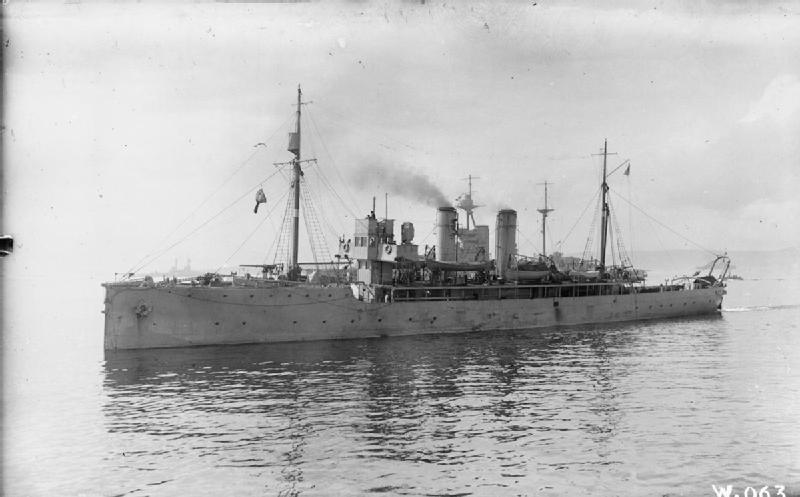
HMS Acacia (erbaut 1915)

Seeminen wurden seit der Mitte des 19. Jahrhunderts in verschiedenen Kriegen verwandt. Im Krimkrieg setzte die britische Royal Navy Ruderboote ein, die Draggen zur Minensuche hinter sich herzogen. Versuche, im amerikanischen Sezessionskrieg spezialisierte Minenabwehrfahrzeuge zu entwickeln, schlugen fehl. Im Russisch-Japanischen Krieg 1904/05 wurden erstmals Torpedoboote als Minensucher eingesetzt. Während die meisten Staaten Torpedoboote oder Fischkutter zur Minenabwehr ausrüsteten, wurden die ersten spezialisierten Minenräumfahrzeuge (Fugas für die Ostsee, Albatross für das Schwarze Meer) 1910 von der zaristischen Marine in Auftrag gegeben.

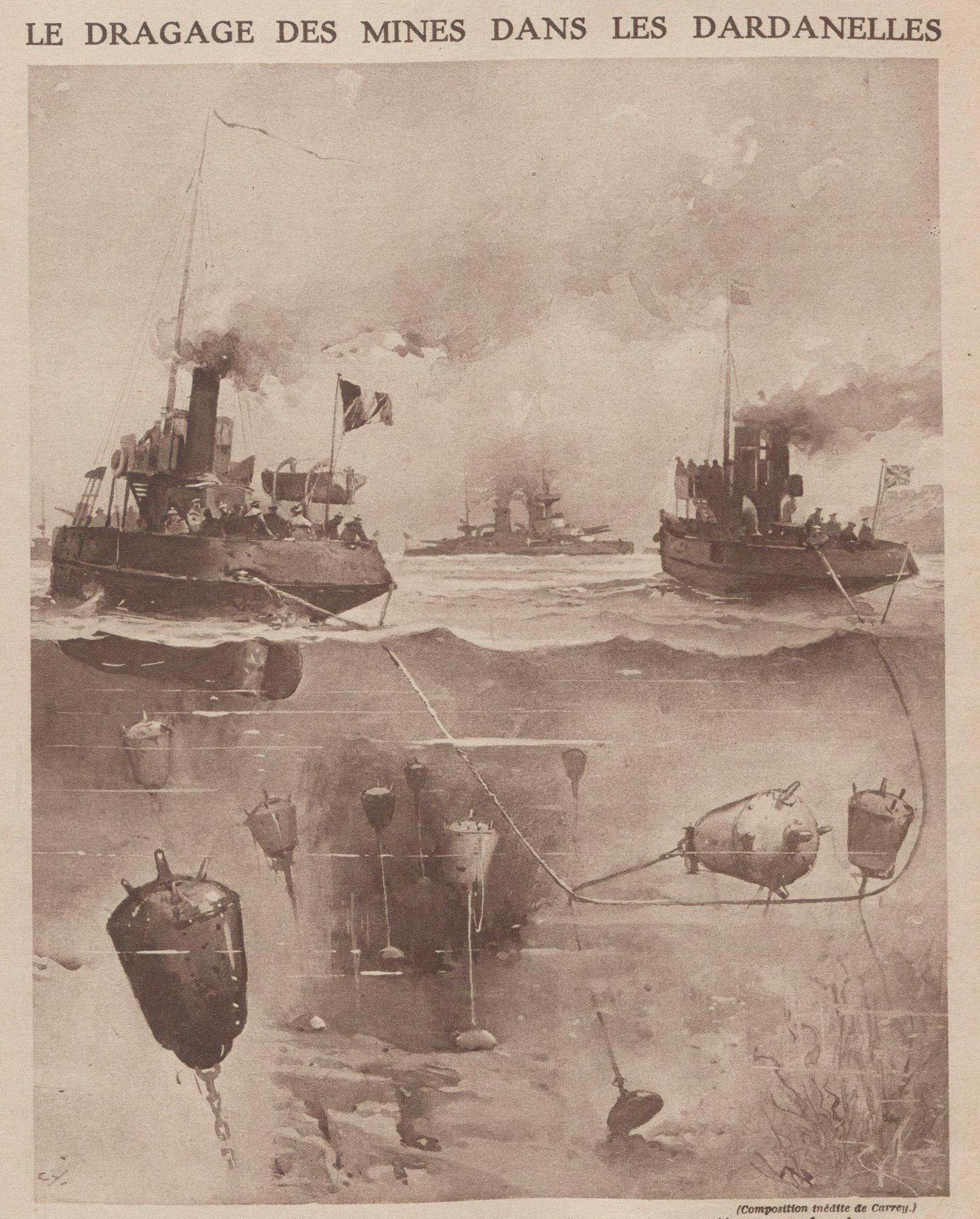
Englische und französische Minensucher bei der Beseitigung von Ankertauminen Dardanellen (Schlacht von Gallipoli 1915)

Auch Großbritannien setzte im Ersten Weltkrieg zunächst Fischtrawler zur Minenabwehr im Ärmelkanal ein, die die Taue der Ankertauminen abschneiden sollten. Wegen der ausgedehnten Minensperren in der Nordsee und im Ärmelkanal wurden auf beiden Seiten bald verstärkte Einsätze erforderlich, so dass spezielle Abwehrfahrzeuge entwickelt und in größerer Zahl gebaut wurden.
Die erste britische Schiffsklasse solcher Minenabwehrfahrzeuge, die auch zum Minenlegen und zur U-Boot-Jagd dienten, waren die 24 relativ großen Einheiten der Acacia-(Flower)-Klasse. Sie waren etwa 80 Meter lang, verdrängten 1200 tons, erhielten eine Dreifachrumpfhülle zum Schutz vor Minenexplosionen und wurden seit 1915 zwischen Spitzbergen und dem Mittelmeer eingesetzt. In Deutschland wurde die erste von 26 Einheiten des mit etwa 500 tons wesentlich kleineren Typs Minensuchboot 1914 im Jahr 1915 in Dienst gestellt.

## Typen
Im Laufe der Zeit entstanden verschiedene Grundtypen:
- Minensuchboote
- Minenräumboote
- Minenabwehrdrohnen
- Sperrbrecher
- Minenjagdboote
- Minentaucherboote

Konnten alte Ankertauminen noch recht leicht beseitigt werden, sind die modernen Minen deutlich schwerer zu vernichten. So wie die Seeminen immer weiter entwickelt wurden, mussten auch die Verfahren zu ihrer Beseitigung den veränderten Bedingungen angepasst werden. Moderne Minenabwehrfahrzeuge sind teilweise eine Kombination aus verschiedenen Grundtypen. Die deutschen Minenjagdboote der Klasse 332 wurden gleichzeitig als Minentaucherboote ausgerüstet. Auch die ehemaligen schnellen Minensucher der Klasse 343 wurden später umgerüstet, um zusätzlich als Minenjäger eingesetzt werden zu können. Auf diese Weise können die unterschiedlichsten Aufgaben von einer einzelnen Einheit übernommen werden.
Oft vereinen Minenabwehrfahrzeuge mehrere Funktionen der unterschiedlichen Grundtypen in einem Wasserfahrzeug, etwa bei den Minensuch- und Räumschiffen (MSR) der Volksmarine der DDR, zum Beispiel bei der Kondor-Klasse.

### Minensuchboote

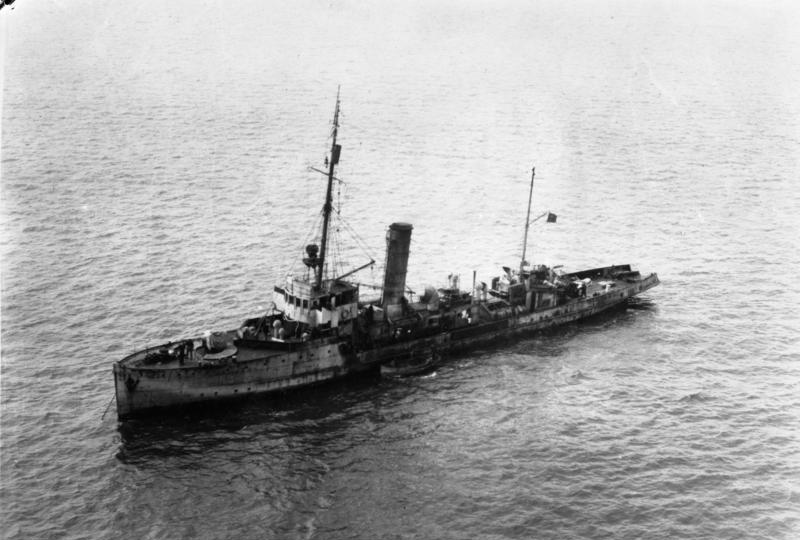
Minensuchboot der Typs M 1914 der Kaiserlichen Marine vor Anker, 19. Juni 1918

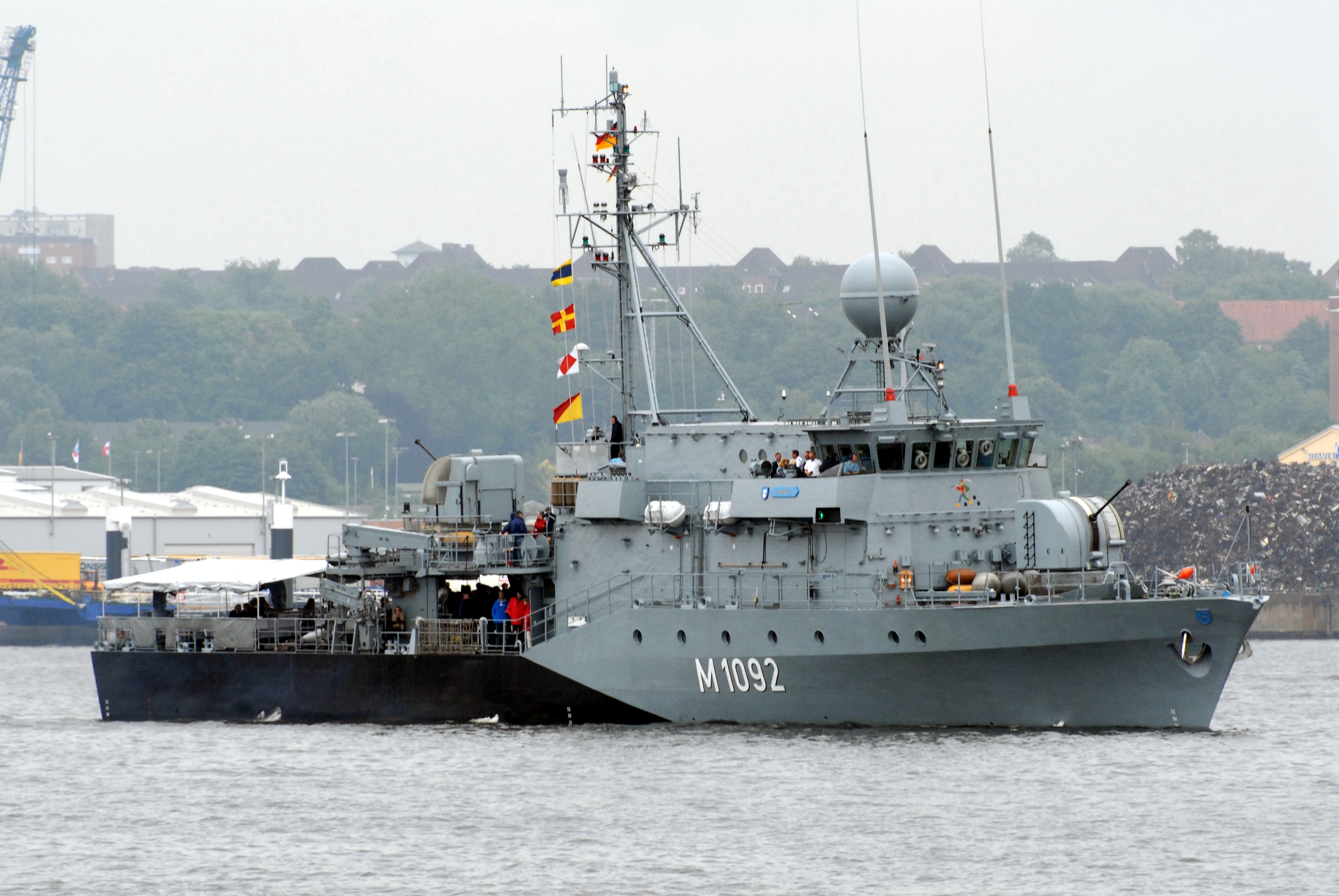
Ehemaliges schnelles Minensuchboot Hameln (M1092) der Deutschen Marine, das Typschiff der nach ihr benannten Schiffsklasse 343, inzwischen nach Umbau Hohlstablenkboot der Ensdorf-Klasse (352)

Minensuchboote waren die ersten speziell für die Minenabwehr gebauten Kriegsschiffe. Sie waren dafür ausgelegt, die anfangs ausschließlich eingesetzten Ankertauminen zu räumen. Deshalb haben sie einen geringen Tiefgang und gute Manövriereigenschaften. Die frühen Boote wurden häufig aus Stahl gebaut, in den 1940er Jahren ging man zur nicht-magnetischen Bauweise über, um die Gefährdung durch Magnetminen zu reduzieren. Dafür wurde zunächst Holz verwandt, später GFK oder nicht magnetisierbarer Stahl. Für ihren Einsatz im Küstenvorfeld waren Minensucher meist mit leichten Waffen ausgerüstet und konnten auch für Wachaufgaben eingesetzt werden. Die im Zweiten Weltkrieg im Bereich des Ärmelkanals eingesetzten deutschen Hochseeminensucher waren so stark bewaffnet, dass sie auch als Kanalzerstörer bezeichnet wurden.

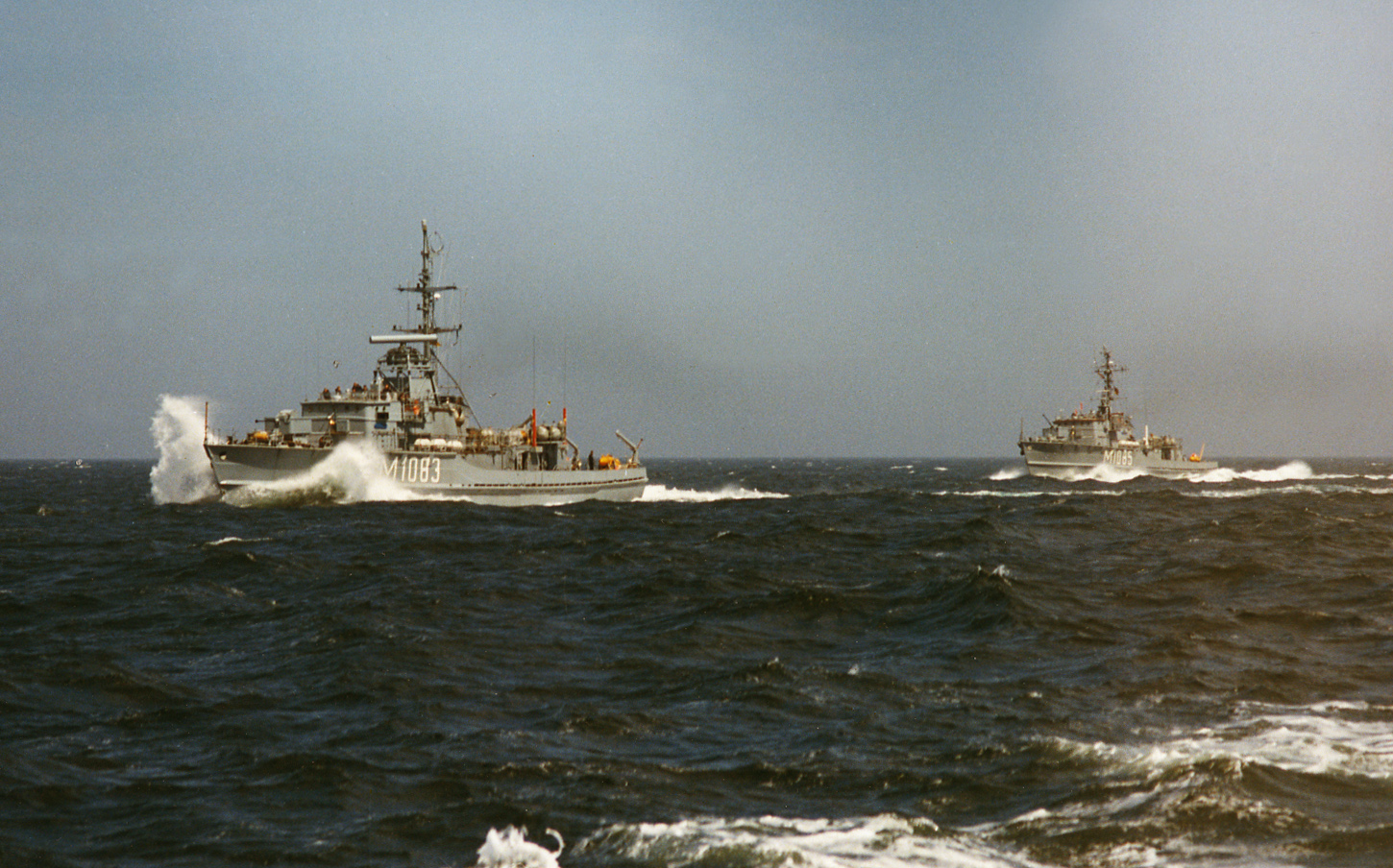
Minensucher der Deutschen Marine M1083 Ulm und M1085 Minden in der Nordsee, 1996

Die Räumausrüstung kann aus verschiedenen nachgeschleppten Geräten bestehen, mit denen die Kabel der Ankertauminen geschnitten werden. Anfangs setzte man die Minensuchboote dafür im Gespann ein, um die Räumkabel zwischen den Booten durchs Wasser zu ziehen und einen breiten Kanal zu räumen. Später wurden Räumgeschirre eingeführt, die mittels Scherdrachen zur Seite ausscherten, so dass die Boote einzeln eingesetzt werden konnten. Diese Art der Minenräumung wird als mechanisches Räumen bezeichnet.
Gegen akustische und Magnetminen werden Schallsender und elektromagnetische Kabelschleifen oder sogenannte Hohlstäbe, Magnetspulen in einem Bootsrumpf oder Schwimmkörper, nachgeschleppt, die das Magnetfeld größerer Schiffe simulieren und die Minen hinter dem Minensuchboot zur Detonation bringen sollen. Dieses Verfahren wird auch Simulationsräumen genannt. Druckfelder von Schiffen können nicht simuliert werden, weshalb Druckfeldminen nicht von Minensuchbooten bekämpft werden können. Noch in den 1990er Jahren wurde von den schnellen Minensuchbooten der Klasse 343 herkömmliches Minenräumen mit Schleppgerät praktiziert, bei dem das Boot selbst durch das Minenfeld fahren musste. Obwohl moderne Einheiten dank ihrer Bauweise selbst nach einer Minenexplosion unbeschadet bleiben, gibt es ein Restrisiko. Dieses versucht man weiter zu senken, indem neue oder modernisierte Minensuchboote mit einem Minenmeidesonar gegen Ankertauminen ausgerüstet sind. Ferner können die meisten modernen Einheiten selbst außerhalb des Minenfeldes bleiben, da die eigentliche Räumtätigkeit ferngelenkt durch angetriebene Hohlstäbe wie das TROIKA-System (s. u.: Minenabwehrdrohnen) und andere Drohnen durchgeführt werden kann. Entsprechend wurden auch die schnellen Minensuchboote der Klasse 343 teilweise zu Hohlstablenkbooten der Klasse 352 und teilweise zu Minenjagdbooten der Klasse 332 umgebaut.

### Minenräumboote

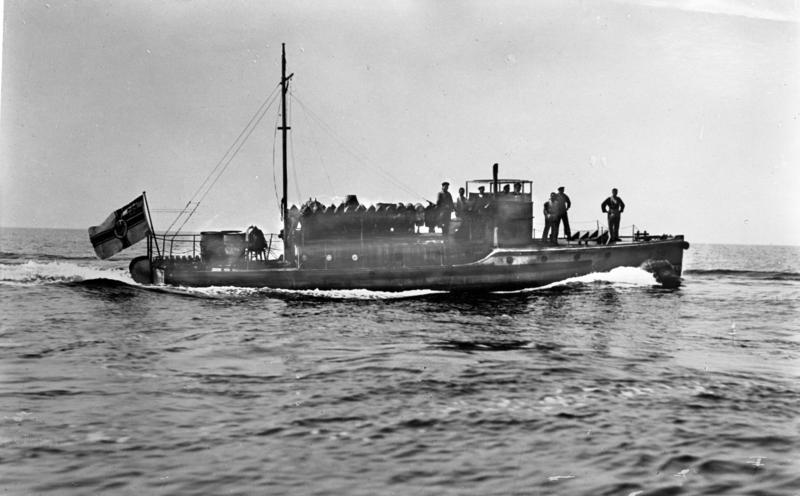
Deutsches Minenräumboot F 38, 1917

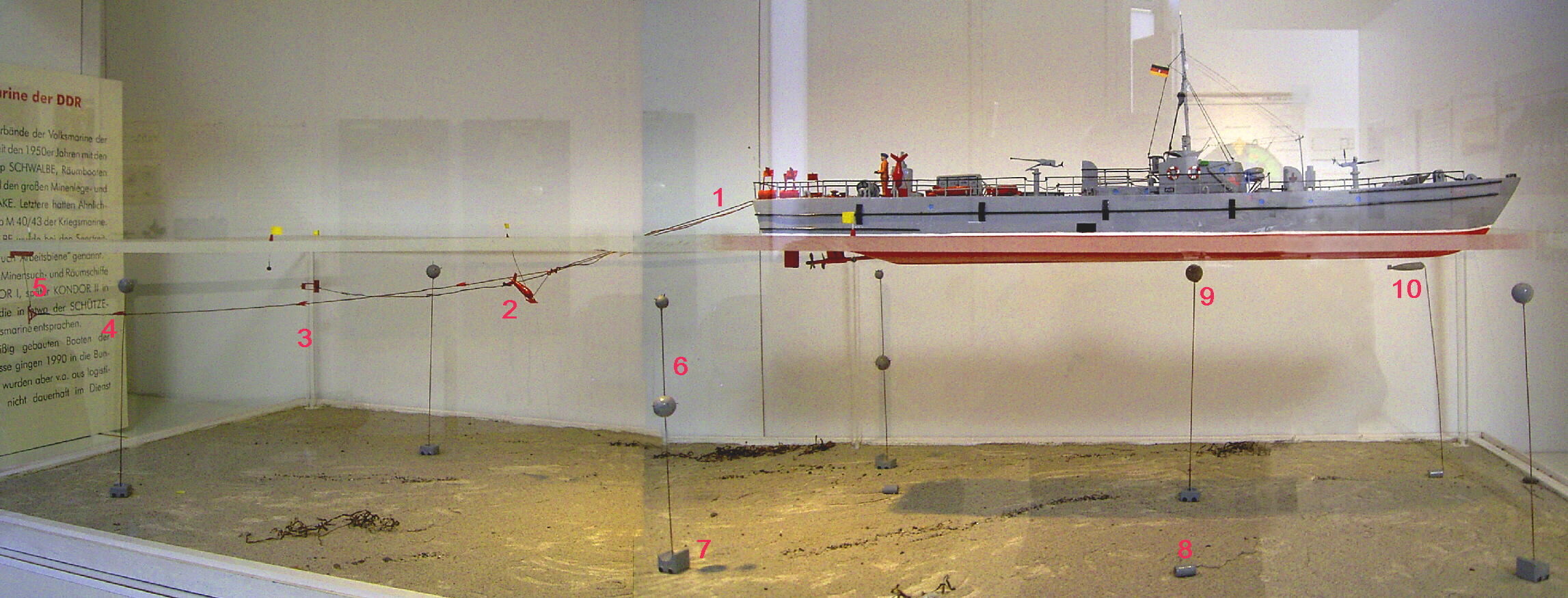
Modell eines von der Volksmarine aus Beständen der Kriegsmarine übernommenen Räumbootes mit Räumgeschirr (1: Schlepptrossen; 2: Tiefendrachen; 3: Greifer; 4:Greifer fasst Ankertau; 5: Scherdrachen; 6 – 10: Minen)

Minenräumboote sind kleine Minensuchboote für den Einsatz in Küstennähe und in Häfen. Anfangs wurden in diesem Bereich umgebaute Motorboote und -yachten eingesetzt. Sie verfügten meist nur über ein relativ kleines Räumgeschirr für den Einsatz in engen Fahrwassern.
Ab 1915 ließ die Kaiserliche Marine Flachgehende Minenräumboote (F-Boot genannt) auf diversen kleinen Werften bauen. Insgesamt wurden von diesem Typ 75 Einheiten gebaut und in Dienst gestellt.
In den 1920er Jahren wurden von der Werft Abeking & Rasmussen (A&R) in Lemwerder erstmals Räumboote als eigenständiger Schiffstyp konstruiert. Die ersten Boote wurden in den Jahren 1929–1934 gebaut. Sie hatten 60 t Verdrängung, waren in Kompositbauweise (Stahlspanten mit Holzbeplankung) gebaut und hatten MWM-Dieselmotoren mit insgesamt 714 PS die auf zwei Voith-Schneider-Propeller wirkten. Spätere Boote waren im Zweiten Weltkrieg etwas größer und abweichend angetrieben.

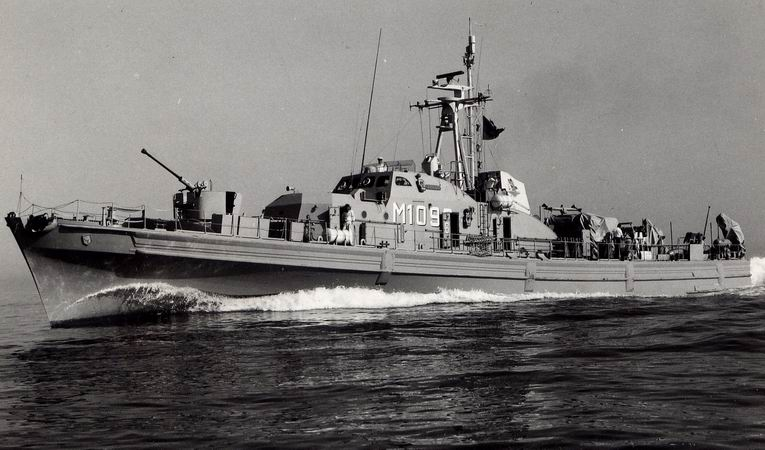
Schnelles Minensuchboot Fische der Bundesmarine

Aus dem Typ Minenräumboot ging in der Bundesmarine der Typ „Schnelles Minensuchboot“ hervor, der anfangs in Nebenaufgabe auch zur Bekämpfung von U-Booten vorgesehen war.

### Minenräumschiff

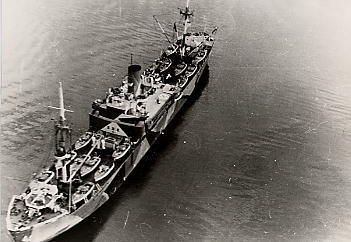
Das Minenräumschiff Osnabrück

Während des Zweiten Weltkriegs rüstete die Kriegsmarine mehrere requirierte Kombischiffe zu sogenannten Minenräumschiffen um. Sie trugen als Mutterschiffe bis zu 14 kleine Motorbarkassen an Deck, die zum Minenräumen ausgesetzt wurden.

### Minenabwehrdrohnen

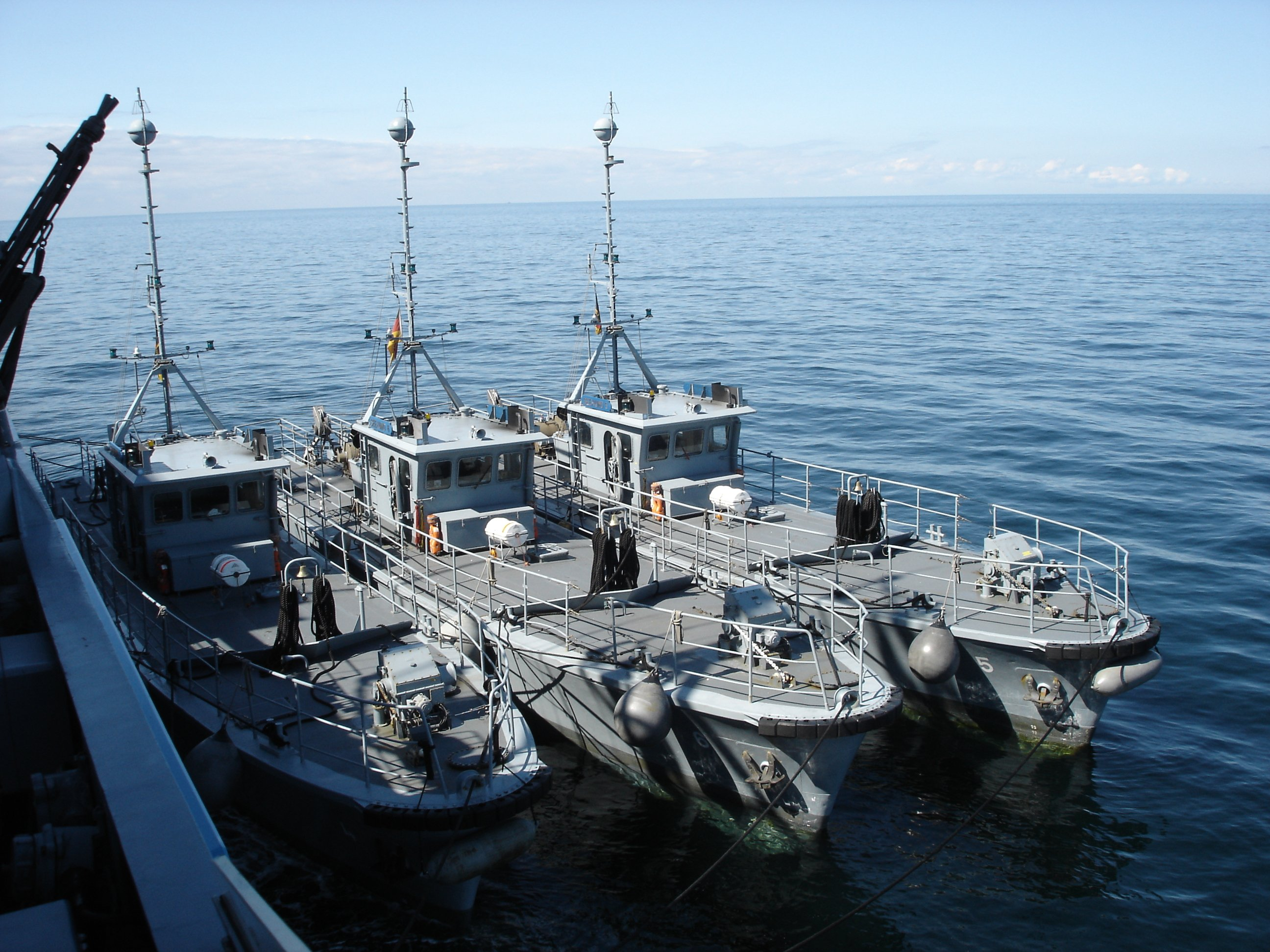
Fernlenkbare Räumdrohnen des Minenabwehrsystems TROIKA

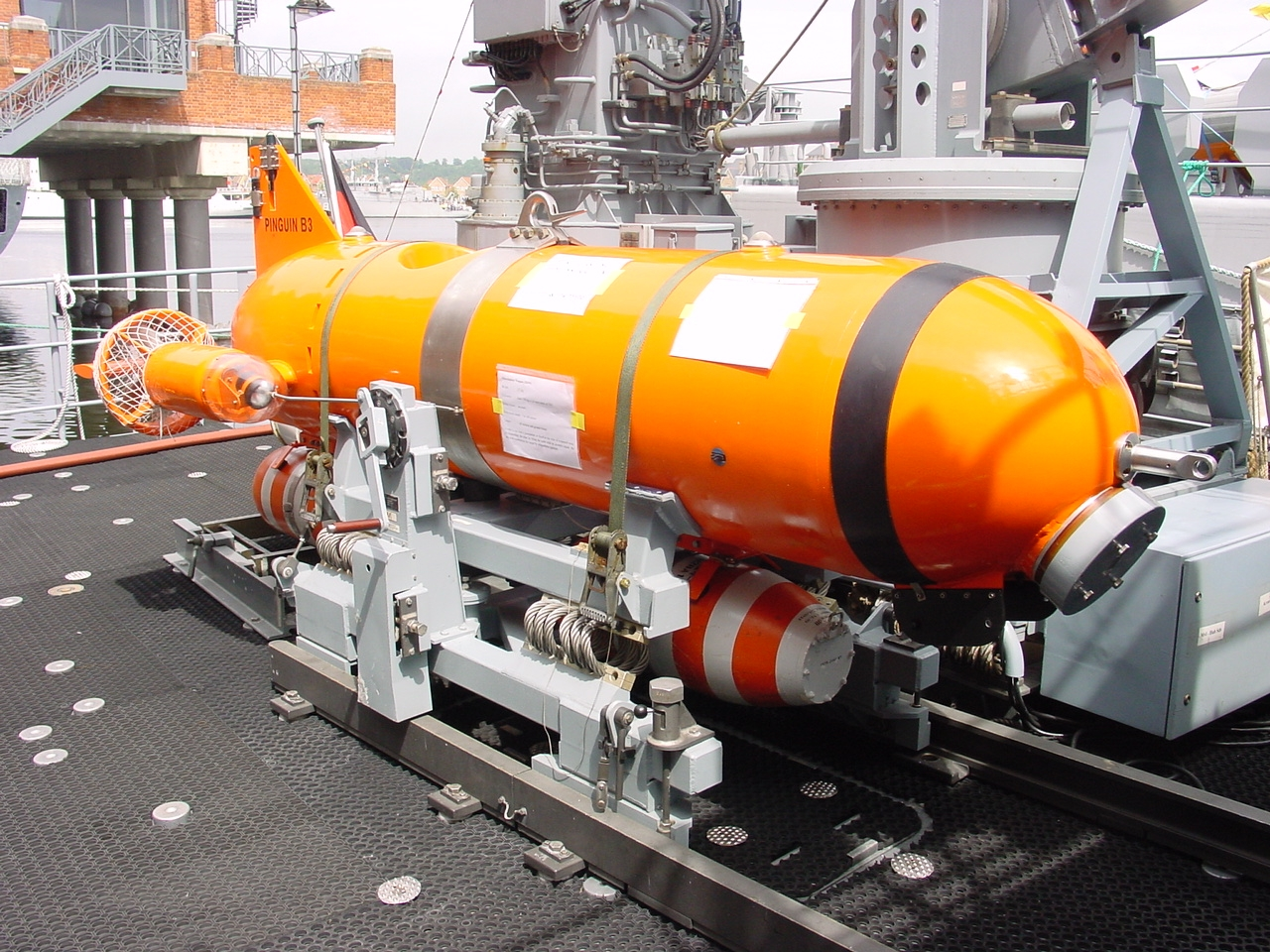
Minenjagddrohne Pinguin

Minenabwehrdrohnen sind ferngelenkte kleine Boote oder Unterwasserfahrzeuge, die auf verschiedene Weise zur Minenabwehr eingesetzt werden. Ferngelenkte Hohlstäbe enthalten eine starke elektrische Magnetspule, die das Magnetfeld eines Schiffes simuliert. Solche Boote können auch Geräuschbojen zur Simulation des Schallfeldes eines Schiffes mitführen. Weitere Entwicklungen erlauben auch den Einbau von Sonaranlagen, deren Bild auf das Lenkboot übertragen wird. Damit können Minen geortet und identifiziert werden.
Ferngelenkte Unterwasserfahrzeuge (Unterwasserdrohnen) wie der Pinguin können geortete Kontakte mittels Kamera und/oder Sonar näher identifizieren und sie gegebenenfalls per Sprengladungen bekämpfen. Dabei platzieren sie entweder die Ladung an der Mine oder sie tragen die Sprengladung in sich und gehen dann beim Einsatz verloren.

### Sperrbrecher

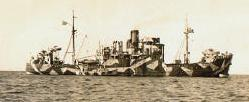
Sperrbrecher 131 der deutschen Kriegsmarine, etwa 1943

Sperrbrecher sind Schiffe, die beim Durchfahren eines Minenfeldes durch ihr eigenes Geräusch-, Magnet- und Druckfeld Minen zur Detonation bringen und so ein Fahrwasser minenfrei räumen. Sie ergänzen Minensuchboote hinsichtlich der Bekämpfung von Druckminen. Sperrbrecher wurden erstmals im Ersten Weltkrieg und in größerer Zahl im Zweiten Weltkrieg und danach eingesetzt. Es handelte sich meist um umgebaute Frachtschiffe, deren Laderäume durch Fässer, Kork oder andere schwimmfähige Ladung gegen das Volllaufen gesichert waren. Ankertauminen wurden mit dem sogenannten Bugschutzgerät geschnitten bzw. abgewiesen und nach Räumung zur Detonation gebracht. Im Zweiten Weltkrieg verfügten einige deutsche Sperrbrecher über Magnetwicklungen, sogenannte VES-Anlagen, die ihr Magnetfeld mit dem Ziel vergrößerten, Minen möglichst schon bei der Annäherung zu zünden. Kleine Sperrbrecher, die in Hafeneinfahrten, Flussmündungen und Binnenwasserstraßen eingesetzt wurden, waren mit einer Canona Antimagnetica oder einem Kreuzpolgerät ausgerüstet, die beide nach dem gleichen Prinzip arbeiteten. In den achteren Frachträumen der im und nach dem Zweiten Weltkrieg eingesetzten Sperrbrecher wurden zusätzliche Schiffs- oder Flugzeugmotoren aufgestellt, die den erforderlichen Strombedarf zur Erzeugung des elektromagnetischen Kraftfeldes des Schiffes lieferten (bei dem abgebildeten Sperrbrecher 131 Schwan waren es insgesamt zwölf Junkers-Flugzeugmotoren). Bereits im Ersten Weltkrieg wurden einige Sperrbrecher mit Bordflugzeugen ausgestattet, die die Aufgabe hatten, Minen aus der Luft zu entdecken und Minenabwehroperationen als Aufklärer zu unterstützen.
Explosionen neben dem Schiff oder im Hinterschiffsbereich in Höhe der Maschinenräume sollten vermieden werden. Wie auf einigen anderen Minenabwehrfahrzeugen auch, wurde die Besatzung durch Holz- oder Pappunterlagen auf den Decks gegen die Detonationsstöße geschützt. Gleichwohl blieb der Dienst auf Sperrbrechern gefährlich, weil Schiff und Besatzung der Minenwirkung ausgesetzt waren.
Die Schiffe waren durch die diversen Umbaumaßnahmen sehr widerstandsfähig. So brach am 23. Oktober 1942 infolge einer Grundminenzündung bei Ameland das Vorschiff des Sperrbrechers 11 Belgrano in Höhe der vorderen Brückenkante ab. Beide Schiffsteile blieben schwimmfähig, mit dem Achterschiff wurde sogar eine weitere Mine geräumt. 1946 brach nach einer Minenexplosion das Vorschiff des nunmehr vom Deutschen Minenräumdienst eingesetzten Schiffes ein weiteres Mal ab. Beide Schiffsteile blieben schwimmfähig. Der Sperrbrecher 11 lief mit eigener Kraft und dem mitgeschleppten Vorschiff in die Elbmündung zurück.

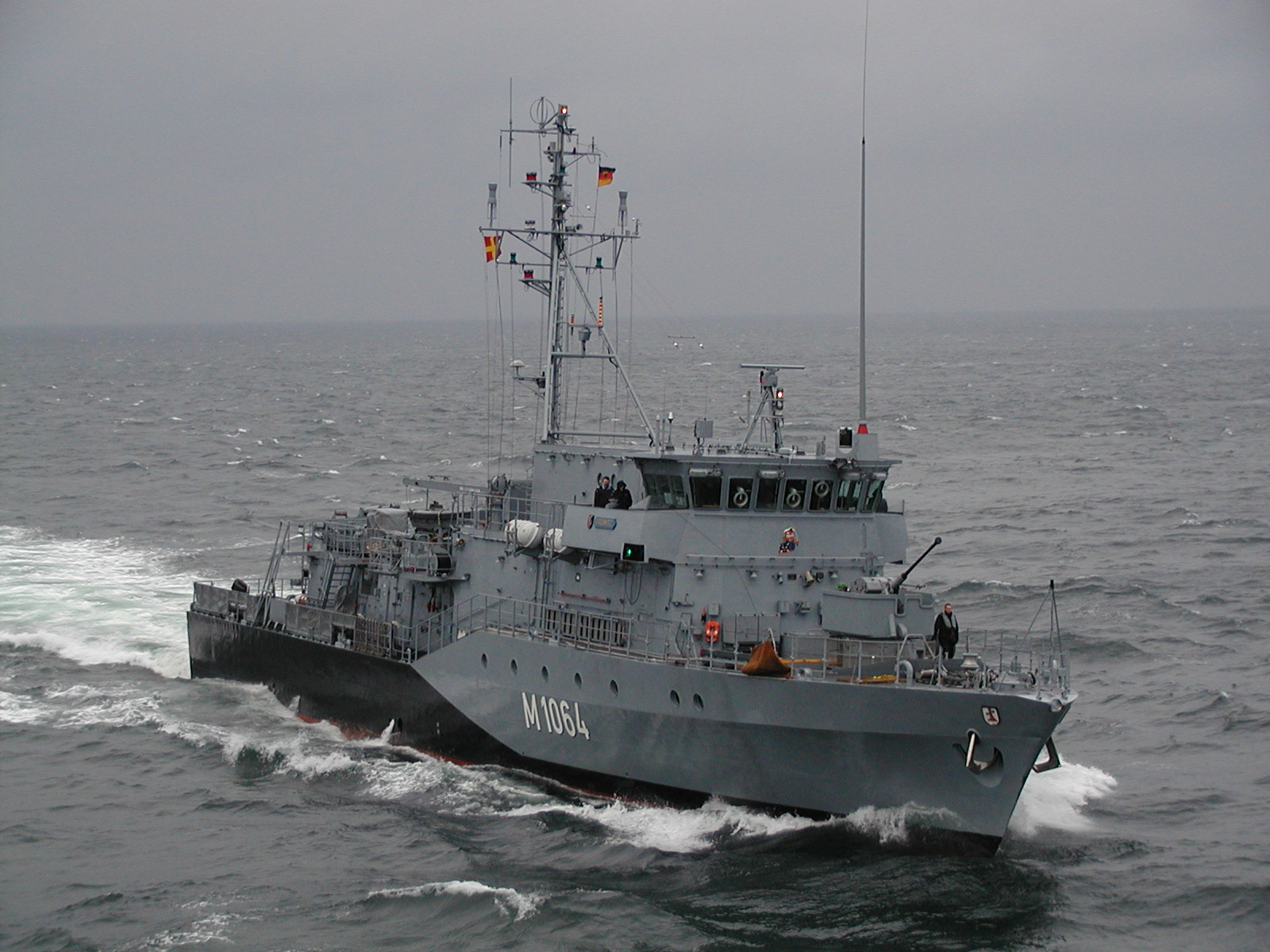
Die Grömitz (M 1064), ein Minenjagdboot der Klasse 332, fast baugleich mit den Minensuchbooten der Klasse 343

### Minenjagdboote

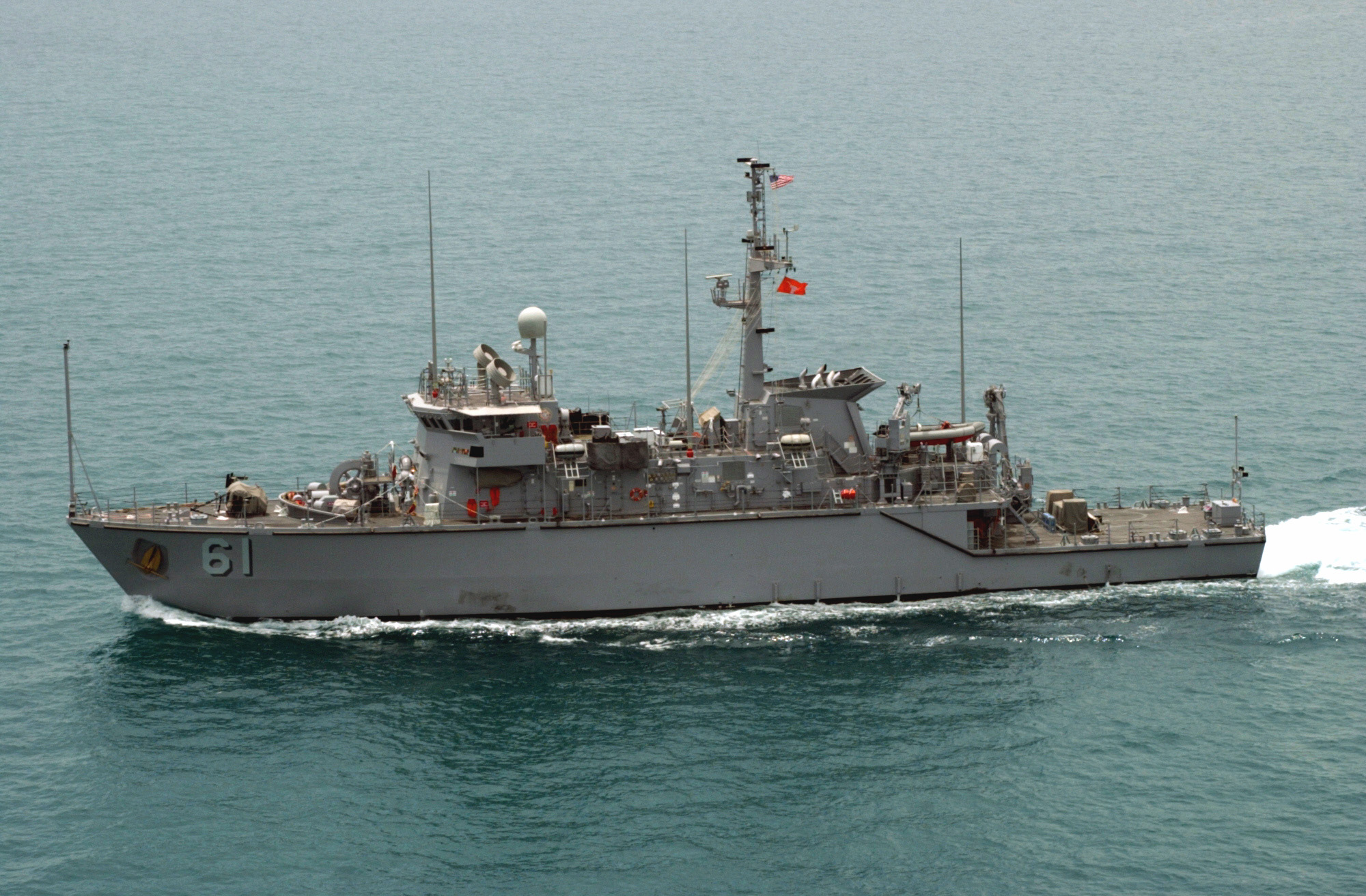
Das US-amerikanische Minenjagdboot USS Raven im Jahr 2004

Moderne Grundminen lassen sich oft nicht einmal durch Simulationsräumung beseitigen. Als Reaktion entwickelte man Minenjagdboote, welche Minen gezielt aufsuchen und vernichten. Dabei wird zunächst der Meeresboden mit einem hochfrequenten Sonar abgetastet. Die dabei festgestellten Kontakte werden dann mit einer Unterwasserdrohne oder durch Minentaucher identifiziert und gegebenenfalls mit Minenvernichtungsladungen bekämpft. Hierbei wird in der Regel bei Grundminen der Sprengstoff in der Mine durch den nahe platzierten Sprengstoff mittels einer sogenannten „Sympathetischen Zündung“ zur Explosion gebracht. Bei Ankertauminen muss der Sprengstoff hingegen am Ankertau angebracht werden.
Im Gegensatz zum Minenräumen mit herkömmlichen Minensuchbooten sind diese Verfahren sehr zeitaufwendig, da jede Mine einzeln geortet und vernichtet werden muss. Auf diese Art können jedoch Minen bekämpft werden, die von Minensuchbooten nicht geräumt werden können. Ihre Grenze findet die Minenjagd bei im Grund verborgenen Minen. Diese müssen wiederum durch das Simulationsräumen der Minensuchboote bekämpft werden. Minenjagdboote wie die dänischen StanFlex 300 (Flyvefisken-Klasse) verfügen über sogenannte Seitensichtsonare, mit denen sie unter anderem Kontakte in Schlamm- und Sandschichten orten können.
Die von einem deutschen Werftenverbund gebauten Minenjagdboote der Klasse 332 wurden, ebenso wie die fast baugleichen ehemaligen schnellen Minensuchboote der Klasse 343, aus nichtmagnetisierbarem Stahl gefertigt. Diese und diverse andere Besonderheiten machen diese Boote besonders unempfindlich gegen Minen.

### Minentaucherboote
Minentaucherboote sind Einsatzfahrzeuge für Minentaucher, die in engen Gewässern wie zum Beispiel Häfen und Einfahrten eingesetzt werden. Minentaucherboote verfügen über für den Tauchereinsatz notwendige Einrichtungen wie Kompressoren, Druckkammern und Ruheräume.